# Sélestat Alsace Handball
Maillots
Actualités
Dernière mise à jour : 23 octobre 2023.
Le Sélestat Alsace Handball est un club français de handball basé à Sélestat en Alsace et fondé en 1967 sous le nom de Sport Club de Sélestat  avant de prendre son nom actuel le 1er septembre 2008. Le club a évolué 22 saisons en D1 entre 1990 et 2017. 
Vainqueur de la phase finale de la Proligue en 2022, le club est de retour en 1re division pour la saison 2022-2023.

## Histoire
La section handball du Sport Club de Sélestat a été créée en 1967 par Germain Spatz et a connu un accueil enthousiaste de la part de la jeunesse à Sélestat. Par la suite, cet enthousiasme a permis aux handballeurs sélestadiens de gravir tous les échelons pour arriver au sommet des compétitions départementales et régionales et finalement accéder dès 1972 en Championnat de France de Nationale 3 (4e niveau national à cette époque).
Puis l'équipe reste 12 saisons à ce niveau, décrochant au passage le titre de champion de France de Nationale 3 en 1979. Une saison après l'accession en 1984 en Nationale 2, le club monte en Nationale 1B en 1985. Enfin, au terme d'une saison 1989-1990 exceptionnelle, le club réalise son rêve en accédant à la division 1 et en parvenant à s'y maintenir.
Le club accède au championnat de France de 1re division lors de la saison 1990-1991.
En 1995, il atteint la finale de la Coupe de France mais est défait par l'OM Vitrolles, ce qui constitue son meilleur résultat professionnel jusqu'à aujourd'hui. Le club a toutefois remporté la Coupe d'Alsace à 6 reprises.
L'un des plus petits budgets de la LNH, le Sélestat Alsace handball est néanmoins réputé comme possédant un excellent centre de formation. C'est notamment ici que Thierry Omeyer, Damien Waeghe, Mickaël Robin, Baptiste Butto, Rock Feliho ou encore Seufyann Sayad furent formés. Souvent utilisé comme tremplin pour une carrière future, le club du Sélestat Alsace handball a également permis à de nombreux joueurs, aujourd'hui de classe internationale, de se faire connaître au grand public ou de relancer leur carrière professionnelle comme l'allemand Volker Michel, l'argentin Eric Gull ainsi que les tunisiens Heykel Megannem et Issam Tej, élus sous le maillot violet respectivement meilleur demi-centre en 2005 et meilleur pivot du championnat de France en 2005 et 2006.
En 2008, le club prend son indépendance en quittant le giron du Sport Club de Sélestat pour devenir le Sélestat Alsace Handball (SAHB). Puis une évolution majeure pour le club a lieu le 6 juin 2011 avec la création de la SASP Alsace Promo Handball dont l'un des actionnaires et membre du conseil de surveillance est Thierry Omeyer, afin de gérer le secteur professionnel du club. Ainsi structuré, le SAHB aspire à offrir à l'Alsace, à l'Est de la France et à l'ensemble de ses partenaires une scène médiatique de dimension européenne. 
Relégué en division à l'issue de la saison 2008-2009, le club retrouve l'élite deux ans plus tard. Le club évolue alors dans le "ventre mou" du championnat, éloigné à la fois de la relégation et des places européennes. Le club termine ainsi 7e en 2012 et 8e en 2013, soit les troisièmes et quatrièmes meilleurs résultats du club en championnat.
L'intersaison 2014 marque de grands changements dans la gestion sportive du club puisque, à l'opposé de la stabilité habituelle du club, huit départs et sept arrivées ont remodelé l'effectif du club. Avant-dernier au moment de la trêve internationale, Jean-Luc Le Gall, entraîneur du club depuis 2008 et dont le contrat avait été prolongé l'été 2014 jusqu'en juin 2016, est limogé le 2 février 2015 et est remplacé trois jours plus tard par Christian Gaudin. Le changement n'est pas salutaire puisque le club termine finalement 13e et est relégué en Proligue (D2) après avoir évolué 21 saisons au sein de l'élite.
Si le club remonte immédiatement au terme de la saison 2015-2016, le club ne parvient pas à se maintenir en terminant bon dernier du 2017 avec un bilan de deux victoires, un match nul et 23 défaites. De retour en Proligue (D2), il se stabilise à ce niveau les saisons suivantes.
Lors de la saison 2021-2022, Sélestat parvient à décrocher la cinquième  place de la phase régulière, synonyme de qualification pour la phase finale. Vainqueur du Cavigal Nice Handball en barrages, le club écarte en demi-finale l'US Ivry, vainqueur de la phase régulière et grand favori. En finale, Sélestat s'impose 36 à 34 face à la JS Cherbourg, est ainsi déclaré champion de France et est ainsi promu en Starligue.

## Palmarès

### Meilleurs résultats
Compétitions professionnelles
- 5e du Championnat de France en 2000
- Finaliste de la Coupe de France en 1995
  - Demi-finaliste en 2008
- Demi-finaliste de la Coupe de la Ligue en 2013
- 1er de saison régulière en 2011
- Vainqueur du Championnat de France de Division 2 en 2022
  - Vice-champion en 1990 et 2016

Autres compétitions
- Champion de France de Nationale 3 : 1979, 3e en 2002 rés.
- Champion de France jeunes (-18 ans) : 2008 et 2019
- Vice-champion de France jeunes (-18 ans) : 1991, 1995, 2009
- Coupe d'Alsace : 1980, 1987, 1988, 1992, 1994, 1997, 1998, 1999 et 2002

### Bilan saison par saison
| Saison      | Niv. | Rang      | Coupe de France    | Coupe de la Ligue  |
| ----------- | ---- | --------- | ------------------ | ------------------ |
| 2025/2026   | 1    | à venir   | à venir            | Pas de compétition |
| 2024/2025   | 2    | 2e        | 1/16 de finale     | Pas de compétition |
| 2023/2024   | 2    | 3e        | 1/8 de finale      | Pas de compétition |
| 2022/2023   | 1    | 16e       | 1/8 de finale      | Pas de compétition |
| 2021/2022   | 2    | Champion  | 3e tour            | N.Q.               |
| 2020/2021   | 2    | 9e        | N.Q.               | Pas de compétition |
| 2019/2020   | 2    | 10e       | 1/8 de finale      | 1er tour           |
| 2018/2019   | 2    | 8e        | 1/16 de finale     | 1er tour           |
| 2017/2018   | 2    | 3e        | 1/8 de finale      | 1/4 de finale      |
| 2016/2017   | 1    | 14e       | 8e de finale       | 1er tour           |
| 2015/2016   | 2    | 2e        | 1/8 de finale      | N.Q.               |
| 2014/2015   | 1    | 13e       | 1/8 de finale      | 1er tour           |
| 2013/2014   | 1    | 11e       | 1/4 de finale      | 1/4 de finale      |
| 2012/2013   | 1    | 8e        | 1/8 de finale      | Demi-finale        |
| 2011/2012   | 1    | 7e        | 1/8 de finale      | 1er tour           |
| 2010/2011   | 2    | finaliste | 1/16 de finale     | N.Q.               |
| 2009/2010   | 2    | 5e        | 1/8 de finale      | N.Q.               |
| 2008/2009   | 1    | 14e       | 1/16 de finale     | 1/8 de finale      |
| 2007/2008   | 1    | 11e       | Demi-finale        | 1/8 de finale      |
| 2006/2007   | 1    | 12e       | 1/8 de finale      | Tour préliminaire  |
| 2005/2006   | 1    | 12e       | 1/8 de finale      | N.Q.               |
| 2004/2005   | 1    | 6e        | 1/8 de finale      | 1/4 de finale      |
| 2003/2004   | 1    | 8e        | Pas de compétition | 1/4 de finale      |
| 2002/2003   | 1    | 12e       | 1/4 de finale      | N.Q.               |
| 2001/2002   | 1    | 13e       | 1/16 de finale     | N.Q.               |
| 2000/2001   | 1    | 11e       | 1/16 de finale     | Pas de compétition |
| 1999/2000   | 1    | 5e        | 1/16 de finale     | Pas de compétition |
| 1998/1999   | 1    | 9e        | 1/4 de finale      | Pas de compétition |
| 1997/1998   | 1    | 9e        | 1/16 de finale     | Pas de compétition |
| 1996/1997   | 2    | 3e        | ?                  | Pas de compétition |
| 1995/1996   | 1    | 12e       | 1/4 de finale      | Pas de compétition |
| 1994/1995   | 1    | 10e       | Finaliste          | Pas de compétition |
| 1993/1994   | 1    | 10e       | 1/8 de finale      | Pas de compétition |
| 1992/1993   | 2    | 3e        | 1/8 de finale      | Pas de compétition |
| 1991/1992   | 1    | 12e       | Tour prél.         | Pas de compétition |
| 1990/1991   | 1    | 10e       | ?                  | Pas de compétition |
| 1989/1990   | 2    | 2e        | ?                  | Pas de compétition |
| 1985 à 1989 | 2    | ?         | ?                  | Pas de compétition |
| 1984/1985   | 3    | 5e        | non qualifié       | Pas de compétition |
| 1980/1981   | 2    | Barrages  | Pas de compétition | Pas de compétition |

## Personnalités liées au club

### Grands joueurs du passé
Parmi les joueurs ayant évolué au club, on trouve :
- François Berthier
- Thomas Cauwenberghs
- Rock Feliho
- Francis Franck
- Eddy Gateau
- Eric Gull
- Bertrand Hoffer
- Yanis Lenne
- Yohann Lhou Moha
- Heykel Megannem
- Julien Meyer
- Volker Michel
- Christian Omeyer
- Thierry Omeyer
- Mickaël Robin
- Seufyann Sayad
- Igor Tchoumak
- Issam Tej
- Damien Waeghe
- Marc Wiltberger

### Historique des dirigeants
Présidents
- Christian Omeyer : depuis 2019[8]
- Laurent Hild : de 2016 à 2019
- Vincent Momper : de 2009 à 2016
- Germain Spatz : de 2002 à 2009
- Jean-Paul Brunstein : de 2000 à 2002
- Francis Depp : de 1989 à 2000
- Antoine Weess : de 1978 à 1989
- Robert Schandené : de 1967 à 1978
- Germain Spatz : 1967 (création du Sélestat Handball)

Entraîneurs
- Laurent Busselier : à partir de 2022
- Christophe Viennet : de 2017 à 2022
- Christian Gaudin : de février 2015 à 2017
- Jean-Luc Le Gall : de 2008 à février 2015
- François Berthier : de 2001 à 2008
- Alain Quintallet : de 2000 à 2001
- Radu Voina : de 1996 à 2000
- Konrad Affolter : de 1994 à 1996
- Philippe Carrara : de 1993 à 1994
- Nicolas Gross : de 1992 à 1993
- Guy Petitgirard : de 1983 à 1992
- René Muller : de 1982 à 1983
- Gérard Grave : de 1978 à 1982
- Georges Grave : saison 1977/1978 (matchs retour)
- Ljubomir Lazić : saison 1977/1978 (matchs aller)
- Germain Spatz : de 1967 à 1977

## Historique du logo

Logo avant 2012
Logo de 2012 à 2017
Logo actuel

## Liens
- Site officiel du club
- Archives 1998 à 2003
- Le blog des supporters du SAHB
- Le 8e Rugiss' Hand